# Cadel Evans Great Ocean Road Race 2017
La Cadel Evans Great Ocean Road Race 2017, terza edizione della corsa e valevole come seconda prova dell'UCI World Tour 2017 categoria 1.UWT, si svolse il 29 gennaio 2017 su un percorso di 173,9 km, con partenza e arrivo a Geelong, in Australia. La vittoria fu appannaggio del tedesco Nikias Arndt, il quale completò il percorso in 4h19'15", alla media di 40,247 km/h, precedendo gli australiani Simon Gerrans e Cameron Meyer.
Sul traguardo di Geelong 103 ciclisti, sui 126 partiti dalla medesima località, portarono a termine la competizione.

## Squadre e corridori partecipanti
| N.    | Cod. | Squadra              |
| ----- | ---- | -------------------- |
| 1-7   | BMC  | BMC Racing Team      |
| 11-17 | ORS  | Orica-Scott          |
| 21-27 | BOH  | Bora-Hansgrohe       |
| 31-37 | DDD  | Team Dimension Data  |
| 41-47 | LTS  | Lotto-Soudal         |
| 51-57 | TLJ  | Team Lotto NL-Jumbo  |
| 61-67 | KAT  | Team Katusha-Alpecin |
| 71-77 | SKY  | Team Sky             |
| 81-87 | SUN  | Team Sunweb          |

| N.      | Cod. | Squadra                            |
| ------- | ---- | ---------------------------------- |
| 91-97   | TFS  | Trek-Segafredo                     |
| 101-107 | CDT  | Cannondale-Drapac                  |
| 111-117 | QST  | Quick-Step Floors                  |
| 121-127 | ALM  | AG2R La Mondiale                   |
| 131-137 | ABS  | Aqua Blue Sport                    |
| 141-147 | GAZ  | Gazprom-RusVelo                    |
| 151-157 | RNL  | Roompot-Nederlandse Loterij        |
| 161-167 | UHC  | UnitedHealthcare                   |
| 171-177 | NAT  | Korda Mentha Real Estate Australia |

## Ordine d'arrivo (Top 10)
| Pos. | Corridore          | Squadra    | Tempo    |
| ---- | ------------------ | ---------- | -------- |
| 1    | Nikias Arndt       | Sunweb     | 4h19'15" |
| 2    | Simon Gerrans      | Orica      | s.t.     |
| 3    | Cameron Meyer      | Korda      | s.t.     |
| 4    | Jhonatan Restrepo  | Katusha    | s.t.     |
| 5    | Luke Rowe          | Sky        | s.t.     |
| 6    | Petr Vakoč         | Quick-Step | s.t.     |
| 7    | Nathan Haas        | Dimension  | s.t.     |
| 8    | Gianluca Brambilla | Quick-Step | s.t.     |
| 9    | Jay McCarthy       | Bora       | s.t.     |
| 10   | Paul Martens       | Lotto NL   | s.t.     |